# Brachionidium
Brachionidium – rodzaj roślin z rodziny storczykowatych (Orchidaceae). Obejmuje 82 gatunki występujące w Ameryce Południowej i Środkowej w takich krajach jak: Boliwia, Brazylia, Kolumbia, Kostaryka, Kuba, Dominikana, Ekwador, Gwatemala, Gujana, Haiti, Jamajka, Leeward Islands, Nikaragua, Panama, Peru, Portoryko, Wenezuela, Windward Islands.

## Systematyka
Rodzaj sklasyfikowany do podplemienia Pleurothallidinae w plemieniu Epidendreae, podrodzina epidendronowe (Epidendroideae), rodzina storczykowate (Orchidaceae), rząd szparagowce (Asparagales) w obrębie roślin jednoliściennych.
Wykaz gatunków
- Brachionidium alpestre Luer & R.Vásquez
- Brachionidium andreettae Luer & Hirtz
- Brachionidium arethusa Luer
- Brachionidium ballatrix Luer & Hirtz
- Brachionidium brachycladum Luer & R.Escobar
- Brachionidium brevicaudatum Rolfe
- Brachionidium calypso Luer
- Brachionidium capillare Luer & Hirtz
- Brachionidium carmeniae Luer
- Brachionidium ciliolatum Garay
- Brachionidium condorense L.Jost
- Brachionidium cornu-nigricum Bogarín & Karremans
- Brachionidium cruziae L.O.Williams
- Brachionidium dalstroemii Luer
- Brachionidium deflexum L.Jost
- Brachionidium demissum Luer & C.Soto
- Brachionidium dentatum Luer & Dressler
- Brachionidium diaphanum Luer & R.Vásquez
- Brachionidium dodsonii Luer
- Brachionidium dorisiae Kolan., Rykacz., Medina Tr. & Szlach.
- Brachionidium dressleri Luer
- Brachionidium ecuadorense Garay
- Brachionidium elegans Luer & Hirtz
- Brachionidium elzbietae Kolan., Rykacz., Medina Tr. & Szlach.
- Brachionidium ephemerum Luer & Hirtz
- Brachionidium escobarii Luer
- Brachionidium filamentosum Luer & Hirtz
- Brachionidium folsomii Dressler
- Brachionidium fornicatum Luer & Hirtz
- Brachionidium furfuraceum Luer
- Brachionidium galeatum Luer & Hirtz
- Brachionidium gonzalesiorum Becerra
- Brachionidium haberi Luer
- Brachionidium hirtzii Luer
- Brachionidium imperiale Luer & Hirtz ex Harling & L.Andersson
- Brachionidium ingramii Luer & Dalström
- Brachionidium inkaterrense Luer & C.Soto
- Brachionidium jesupiae Luer
- Brachionidium juliani Carnevali & I.Ramírez
- Brachionidium kirbyi Bogarín, Karremans & M.Muñoz
- Brachionidium kuhniarum Dressler
- Brachionidium lehmannii Luer
- Brachionidium longicaudatum Ames & C.Schweinf.
- Brachionidium lopez-robertsiae I.Jiménez
- Brachionidium loxense Luer
- Brachionidium lucanoideum Luer
- Brachionidium machupicchuense N.Salinas & Christenson
- Brachionidium meridense Garay
- Brachionidium minusculum Luer & Dressler
- Brachionidium muscosum Luer & R.Vásquez
- Brachionidium neblinense Carnevali & I.Ramírez
- Brachionidium operosum Luer & Hirtz
- Brachionidium parvifolium (Lindl.) Lindl.
- Brachionidium parvum Cogn.
- Brachionidium peltarion Luer
- Brachionidium pepe-portillae Luer & Hirtz
- Brachionidium phalangiferum Garay
- Brachionidium piuntzae Luer
- Brachionidium polypodium Luer
- Brachionidium portillae Luer
- Brachionidium pteroglossum Luer
- Brachionidium puipuiensis L.Valenz.
- Brachionidium puraceense Luer
- Brachionidium pusillum Ames & C.Schweinf.
- Brachionidium quatuor Becerra
- Brachionidium renzii Luer
- Brachionidium restrepioides (Hoehne) Pabst
- Brachionidium rugosum Luer & Hirtz
- Brachionidium satyreum Luer
- Brachionidium serratum Schltr.
- Brachionidium sherringii Rolfe
- Brachionidium simplex Garay
- Brachionidium stellare Luer & Hirtz
- Brachionidium sulcatum I.Jiménez
- Brachionidium syme-morrisii Luer
- Brachionidium tetrapetalum (F.Lehm. & Kraenzl.) Schltr.
- Brachionidium tuberculatum Lindl.
- Brachionidium uxorium Luer & R.Vásquez
- Brachionidium valerioi Ames & C.Schweinf.
- Brachionidium vasquezii Luer
- Brachionidium viridis Becerra & Catchpole
- Brachionidium yanachagaensis Becerra